# National Bureau of Economic Research
Le National Bureau of Economic Research (NBER : « Bureau national de recherche économique ») est un organisme privé américain, sans but lucratif, politiquement indépendant, consacré aux sciences économiques et aux recherches empiriques associées, particulièrement à l'économie américaine.
Le NBER entreprend et publie des études économiques destinées aux décideurs politiques, au monde des affaires et au monde académique. Il publie les NBER Working Papers, des « articles de travail » d'économistes qui n'ont pas encore été validés par un comité de lecture. Le NBER publie également des livres.
Son siège se trouve à Cambridge, à quelques minutes du département d'économie de l'université Harvard, avec lequel le NBER partage de nombreux membres. Il possède également des bureaux à Palo Alto (Californie) et à New York.
Le NBER a été fondé en 1920. Simon Kuznets en était membre associé lorsque le gouvernement fédéral américain lui a demandé de mettre en place un système de comptabilité nationale dans les années 1930, ce qui a entraîné la création d'indices tels que le produit national brut.
De par son travail sur la comptabilité nationale et les cycles économiques, le NBER estime et publie les dates de début et de fin des récessions de l'économie américaine.
Le NBER est le plus important organisme de recherche économique des États-Unis. Des 31 derniers lauréats américains du « prix Nobel » d'économie, 16 étaient membres associés du NBER. Plusieurs directeurs du Council of Economic Advisers (« Conseil d'analyse économique ») en sont issus.

## Conférences
Le NBER organise chaque année plus de 120 réunions au cours desquelles les chercheurs partagent et discutent leurs dernières découvertes et lancent de nouveaux projets. L'Institut d'été, qui regroupe près de 50 réunions plus petites, se tient chaque année en juillet.

## Membres célèbres

### Prix Nobel
| - Joseph Stiglitz - Paul Krugman - Edward C. Prescott - Finn Kydland - Robert F. Engle - George Akerlof - James Heckman - Daniel McFadden - Robert Merton | - Myron Scholes - Robert E. Lucas - Gary Becker - Robert Fogel - Milton Friedman - George Stigler - Theodore Schultz - Simon Kuznets |

### Autres
- Wesley Clair Mitchell
- Ludwig von Mises
- Alberto Alesina
- Robert Barro
- Judith Chevalier